# Lópata

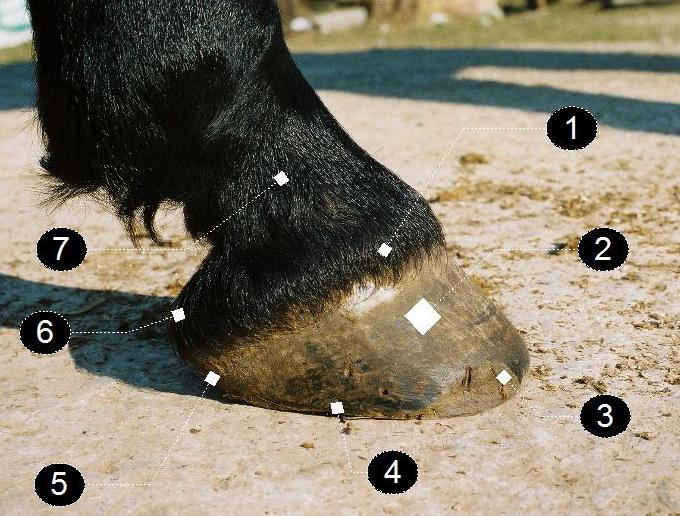
Patkolatlan pata, oldalnézet. Párta szél (1), hegyfal (2), ujjhegy (3), oldalfal (4), sarokfal (5), sarokvánkos (6), csüd (7)

A ló patája olyan képződmény, mely körülveszi a ló harmadik ujjpercét (distal phalanx). Az ötujjú végtaggal (pentadactyl) rendelkező gerincesek harmadik ujja (digit III) a lófélék esetében egyetlen teherviselő ujjá alakult át mind a négy végtagjukon, melyet összetett lágy szövet és elszarusodott (α-keratin-t tartalmazó) képlet borít. Miután egyetlen ujjnak kell az állat adott lábára eső súlyát teljes egészében hordozni, a pata alapvető jelentőségű a ló számára. Az a mondás, hogy „nincs pata, nincs ló” aláhúzza, milyen fontos a ló egészsége szempontjából az erős és egészséges pata.
Mind a vad, mind az elvadult lovak patája rendkívül erős és rugalmas, mely lehetővé tesz bármely jármódot bármilyen talajon. Kézenfekvő példája az elvadult lovaknak a musztáng. A musztáng részben az Ibériai lovaktól származik, melyeket a spanyolok hoztak Amerikába, de a legtöbb csordának vannak más fajtához tartozó ősei is. Így a musztáng patájának híres ellenálló képessége részben a természetes kiválasztódás és környezeti hatások eredményeként alakult ki. Ezért lehetségesnek tűnik, hogy hasonló tartási körülmények között más háziasított fajtáknál is ki tudna alakulni hasonlóan kedvező tulajdonságú pata.
A mostanában felerősödött mezítlábas mozgalom képviselői állítják, hogy a pata ilyen ellenálló képessége megfelelő körmölés és életfeltételek biztosításával csaknem teljesen visszaállítható a háziasított lovaknál, méghozzá olyan mértékben, hogy a patkóra szinte semelyik ló esetében nincs szükség. Ez nem egy általánosan elfogadott vélemény, de ha igaz, akkor megkérdőjelezi azt a hitet, mely szerint „a patkó egy szükséges rossz”.

## Anatómia

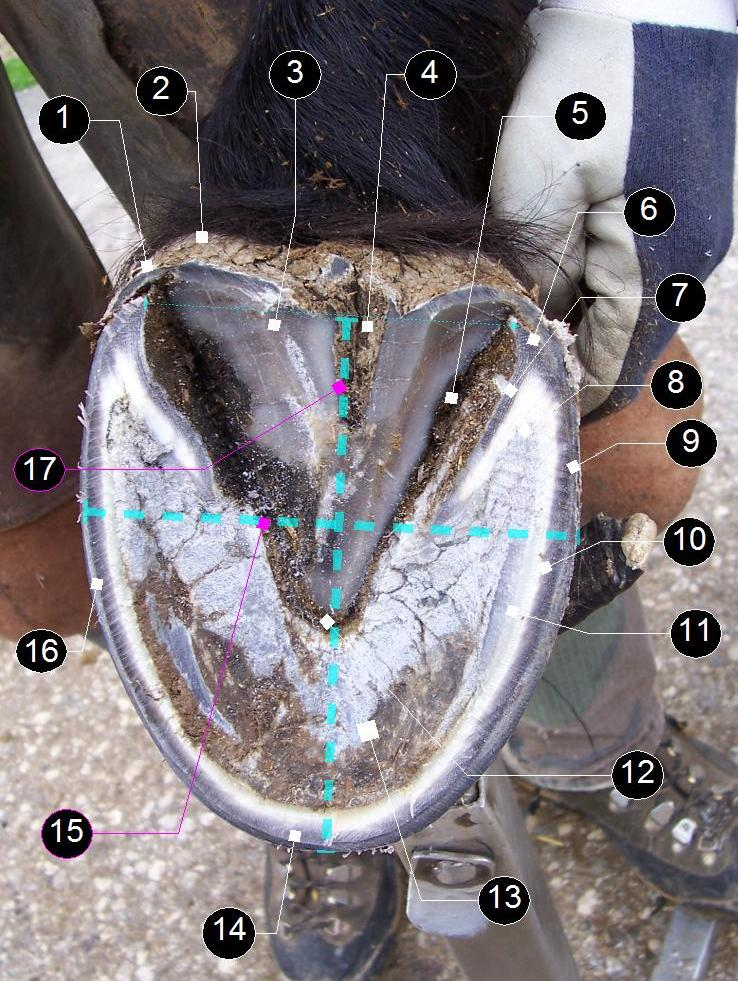
A pata részei, alulnézet:
sarokél (1), sarokvánkos (2), nyír (3), középső nyírbarázda (4), oldalsó nyírbarázda (5), sarok (6), saroktámasztó (7), sarokszeglet (8), sarokfal hordozó széle (9), vízvonal (belső réteg) (10), fehérvonal (11), a nyír hegye (12), talp (13), hegyfali rész közepe(14), a szélesség mérésének helye (15), oldalfali rész (16), a hosszúság mérésének helye (17)

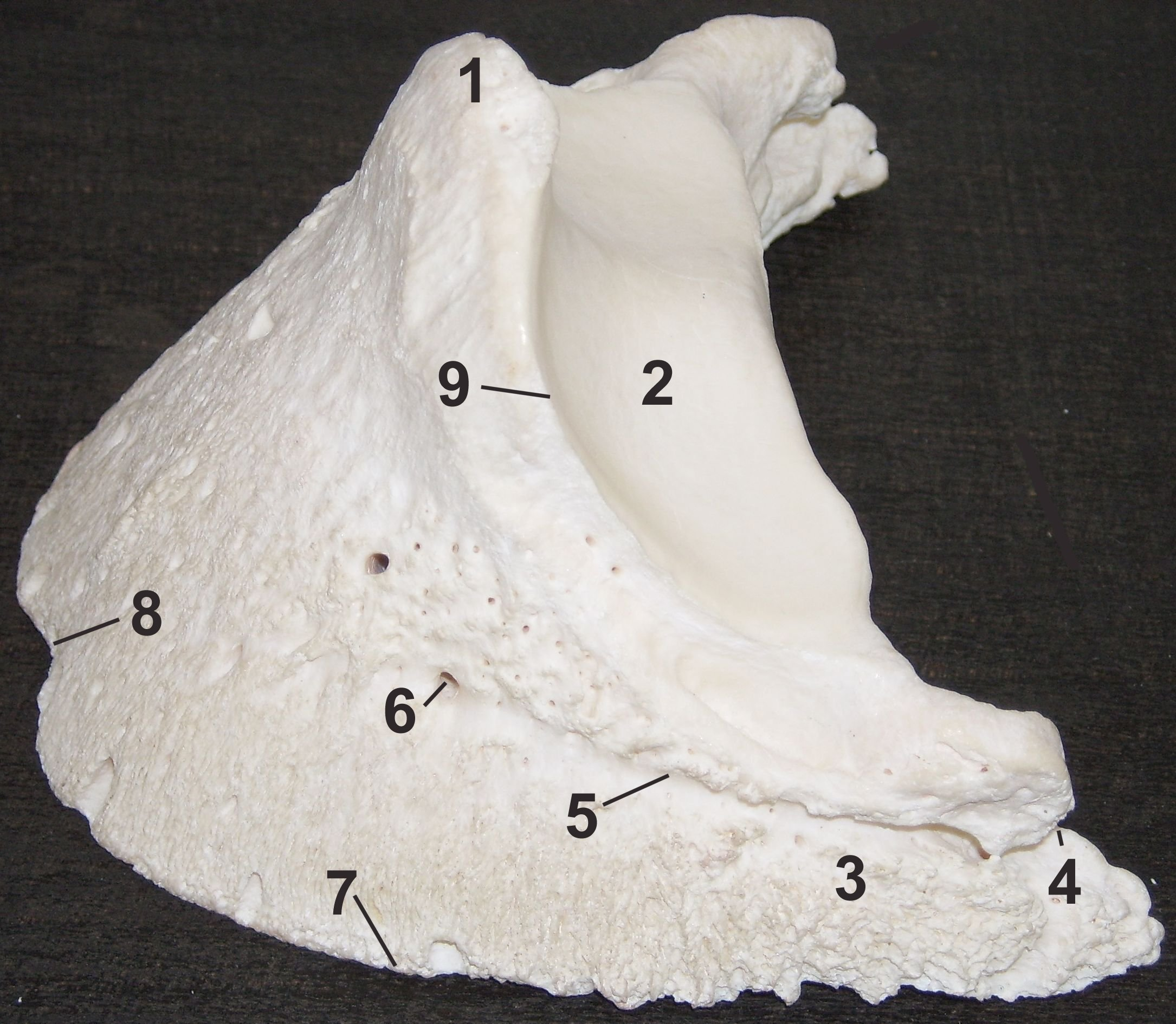
Patacsont részei:
A patacsont kápája, a közös ujjnyújtó ín tapadási helye (1), ízületi felszín (2), patacsont hátrafelé irányuló nyúlványa (3), alsó szöglet (4), érbarázda (5), fali és talpi erek csatornácskái (6), hordozószél (7), hordozószél középső bemélyedése (8), pártaszél (9)

A patát egy külső rész, a szarutok alkotja, mely különféle elszarusodott specializálódott képletekből áll, valamint egy belső, élő rész lágy szövetekkel és csontokkal. A pata elszarusodott anyaga szerkezetében és tulajdonságaiban eltérő a patának a különböző részeiben. Dorzálisan (oldalról) fedi, védi és tartja a harmadik ujjpercet (P3, PIII, mely patacsontként is ismert). A talp felőli részen (alulról) fedi és védi a specializálódott lágy szöveteket (inakat, szalagokat, rostos-zsíros és rostos-porcos szöveteket és porcokat). A pata szarutokjának felső majdnem kör alakú határa a párta (pártaszél) földhöz viszonyított dőlésszöge az első és hátsó lábpároknál nagyjából egyező. Ezek a szögek lovanként kismértékben eltérhetnek egymástól, de lényegesen nem eltérőek. A falak a pártaszéltől indulnak, és hosszabbak a pata elülső hegyfali részén, míg az oldalfalaknál közepes hosszúságúak, és nagyon rövidek a sarokfalaknál. A sarkakat egy rugalmas képlet, a nyír választja el egymástól. A láb talpi részén a sarok és a nyír fölött található két ovális kidudorodás, a két sarokvánkos.
A ló patáját felemelve annak alsó részén látható a falak szabad határvonala, mely pata legnagyobb részét körbefogja. A középső részen látható a háromszög alakú nyír. A nyír két oldalán van két árok, ezek az oldalsó nyírbarázdák. A sarkaknál a falak élesen befelé hajló talpi része alkotja a nyírbarázda külső határvonalát. A talpat, a patának az alsó felületét a külső falaktól a nyírbarázdáig, valamint a nyír felületét egy réteges felépítésű keratint tartalmazó anyag borítja.
Közvetlenül a párta alatt a falakat körülbelül 2–4 cm széles elszarusodott átlátszó anyag, a 'szegélyszaru' fedi. A pata talpi részén a szegélyszaru vastagabb, a sarkaknál puhább és rugalmasabb, itt a szegélyszaru a sarokvánkos bőrébe megy át illetve a nyír anyagával egyesül. Száraz lábú lovak esetében kevesebb a szegély szaru, melyet a pata fedőrétege helyettesíthet.

## A pata külső szerkezetének jellemzői és funkciói

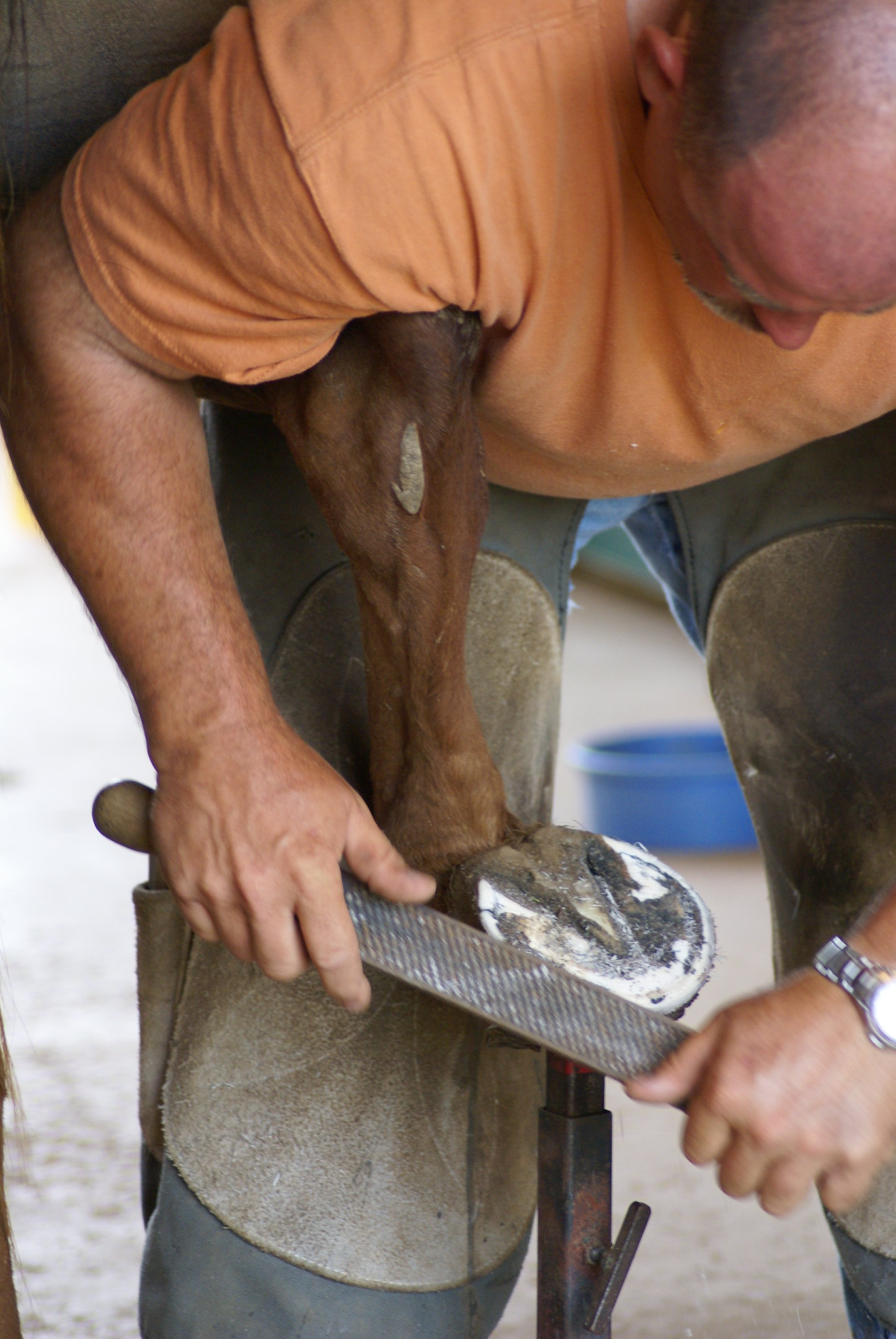
A ló patáját a patkolókovács reszelő segítségével szintbe hozza.

### A falak
A falak egyrészt védőburkot alkotnak, befedik az érzékeny belső pataszöveteket, hasonlóan az ízeltlábúak külső vázához, másrészt, mint szerkezet a rázkódás energiájának a csökkentésére szolgál és különböző talajviszonyok mellett is jó talajfogást biztosít. A falak a teflonbevonathoz hasonlóan rugalmasak és erősek, vastagságuk megközelítően 6 mm – 12 mm. A falakat három különálló réteg alkotja: a pigmentált réteg, a vízvonal rétege és a fehérvonal rétege.
A pigmentált réteget, melyet fénymázrétegnek is neveznek, a pártaszél irhája termeli, anyaga oszlopos és oszlopok közötti szaru. Ennek a fedőrétegnek a színe a pártaszél bőrének színével megegyező, amiből származik. Ha a pártaszél bőrén sötét folt van, a falakon is párhuzamos pigmentált vonal mutatkozik a pártától a földig, mutatván a falak növekedési irányát. Ennek a rétegnek főként védő szerepe van, és nem igazán ellenálló a talaj behatásaival szemben, így el tud törni, vagy rétegesen leválhat.
A vízvonalat a párta és a fal irhája (a közvetlenül a falak alatti élő szövet) termeli. Vastagsága a pártától való távolsággal arányosan nő és a falak alsó harmadában vastagabb, mint a fénymázréteg. Oszlopok közötti szaru és vastag szaruoszlopok alkotják, nagyon ellenálló a talaj behatásaival szemben, és főként alátámasztó szerepe van.
A fehérvonal az egészséges pata alsó részén a talp és a falak csatlakozásánál vékony vonalként látható. Ez a fal belső, lemezes rétegének a talpig lenyúló vége, mely lágyabb, és rostos szerkezetű, színe sárgás. A fehérvonal bármely látható zavara a patacsontot (P3) rögzítő réteges kapcsolatok valamilyen lényeges elváltozására utal. Miután a fehérvonal lágyabb, mint a falak vagy a talp, gyorsabban kopik, és ezért a fal és a talp között finom árokként jelenik meg, melyet gyakran homok vagy törmelék tölt ki.
A pata falának három rétege egy közös egységet alkot, mely együtt nő lefelé. Ha a fal az elégtelen mozgás vagy puha talaj miatt nem kopik természetes módon, akkor az ki fog állni a talp felületéből, és törésre hajlamos lesz. Ilyenkor az egészséges pata a törés és morzsolódás által önszabályozó módon fogja a kívánatos méretét tartani.
Patkó használata esetén a patkó rendszerint patkószögekkel, rézsútosan van a pata falához rögzítve. A négy-hat patkószög a fehérvonalon kívül hatol a falba. A szögek a hegyfal és oldalfal felületén a fal aljától 15–20 mm magasan lépnek ki a falból.
A fal anatómiailag az emberi köröm megfelelője.

### A nyír
A nyír egy háromszög alakú képlet, mely körülbelül a talp kétharmadáig terjed előre. Vastagsága elölről hátrafelé növekszik, hátul a sarokvánkosba megy át. A középvonalán van egy árok, a középső nyírbarázda (sulcus), mely a sarokvánkosok között folytatódik felfelé.
Ez sötét szürkés-fekete színű, gumiszerű anyag, melynek állaga utal rázkódáscsillapító és a kemény sima talajon való tapadást elősegítő szerepére. Valójában a nyír pumpaként működik, mely elősegíti a vér visszajutását a szívbe, a keringési rendszer fő szervébe, mely nagy távolságban van a viszonylag vékony láb végétől.
Az istállóban tartott lovak esetében a nyír nem kopik le, viszont bakteriális és gombás behatások miatt egyenetlen, lágy, hasadozott felszínű lesz. A szabadon barangoló lovak esetében a nyír kérgesre keményedik, majdnem sima felülettel.
A nyír anatómiailag az ember ujjhegyének a megfelelője.

### A talp
A kissé homorú szarutalp színe sárgás-fehér, néha szürkés. Ez fedi az egész teret a pata falának peremvonalától a saroktámasztókig és a nyírig a pata alsó részén. Ennek a mély rétege tömör viaszos jellegű, melyet 'élő talp'-nak hívnak. Felületének jellege a földdel való kapcsolatának függvénye. Ha nincs a földdel közvetlen kapcsolat, mint például a patkolt lovak esetében, vagy ha a falak túl hosszúak és keveset mozog a ló, akkor a talp alsó felülete törékeny és könnyen felhorzsolható a patakaparóval való tisztítás közben. Ezzel szemben nagyon kemény állagú, sima és fényes felületű akkor, ha rendszeres aktív kapcsolatban van a talajjal. A talpnak a patacsont elülső része alatt elhelyezkedő része a 'talpi kéreg'. Ez a talpnak a hegyfali részén található félhold alakú testecske kétoldalt hátrafelé elhegyesedő talpszárban folytatódik.

### A saroktámasztók
Ezek a falnak a sarkaktól meredeken befelé haladó redői, ahol a falak hegyesszögben fordulnak láb tengelyének irányába. Ezt az erős struktúrát a sarok széle és a nyírbarázda külső éle alkotja. A talpszárak hegyes vége, mely a sarokfalak és a saroktámasztó közé ékelődik, egy fontos támpont a természetes (mezítlábas) pata faragásánál, a sarok helyes magasságának megválasztásához. A saroktámasztóknak, épp úgy mint a falaknak, háromrétegű szerkezetük van. Ha túlnőnek, akkor kifelé hajolva fedik a talp alsó felületét.

### A pata belső szerkezete

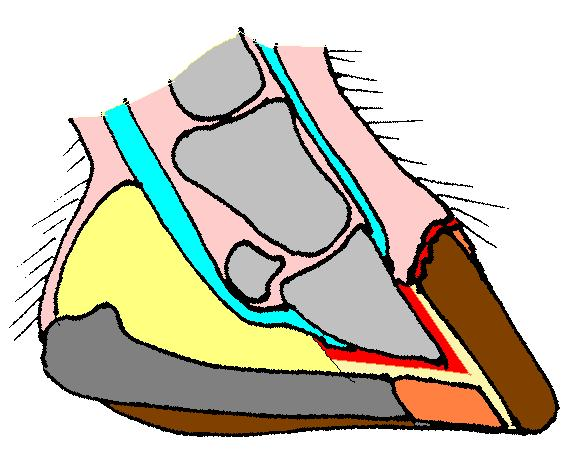
A ló patájának hosszmetszete. Rózsaszín: lágy szövetek; Világos szürke: csontok (pártacsont (P2), patacsont (P3) és nyírcsont (navicular vagy distal sesamoid)); Kék: inak; Piros-fekete: párta; Sárga: ujj párna; Sötét szürke: nyír; Narancs: talp; Barna: falak)

A harmadik ujjpercet a patacsont teljesen vagy majdnem teljesen a szarutok fedi. Félhold alakú és alulról csészeszerűen konkáv. Külső felülete tükrözi a fal formáját. Az irhának a bőr-felhám sűrű érhálózattal átszőtt, a falak és a patacsont közötti rétege párhuzamos lemezeket tartalmaz, ez a lemezes réteg. A réteges összeköttetésnek kulcs szerepe van a pata erőssége és egészsége szempontjából. A talp hátulsó része alatt helyezkedik el a bőr alatti kötőszövetből kialakult ujjpárna, amely elválasztja a nyírt és a sarokvánkost a mélyebben elhelyezkedő inaktól, ízületektől és csontoktól amiket együttesen patahengerként szokás emlegetni, a kipárnázással védve a patahengert. A csikó és fiatal ló esetében, az ujjpárna rostos zsírszövet alkotta lágy szövet. A felnőtt lovak esetében ez rostos-porcos szövetté keményedik, ami kielégítően erős rázkódással stimulálja a pata hátsó részét. Az ujjpárna természetes átalakulását rostos-porcos szövetté kulcs fontosságúnak tartják mind a megelőzése, mind a gyógyulás elősegítése szempontjából . A hajlító ín mélyebben fekszik, közvetlenül a pártacsont és a nyírcsont hátsó felszíne mellett, és a patacsont hátsó felületén tapad, a nyírcsont pedig csigaként szolgál.

## A patamechanizmus

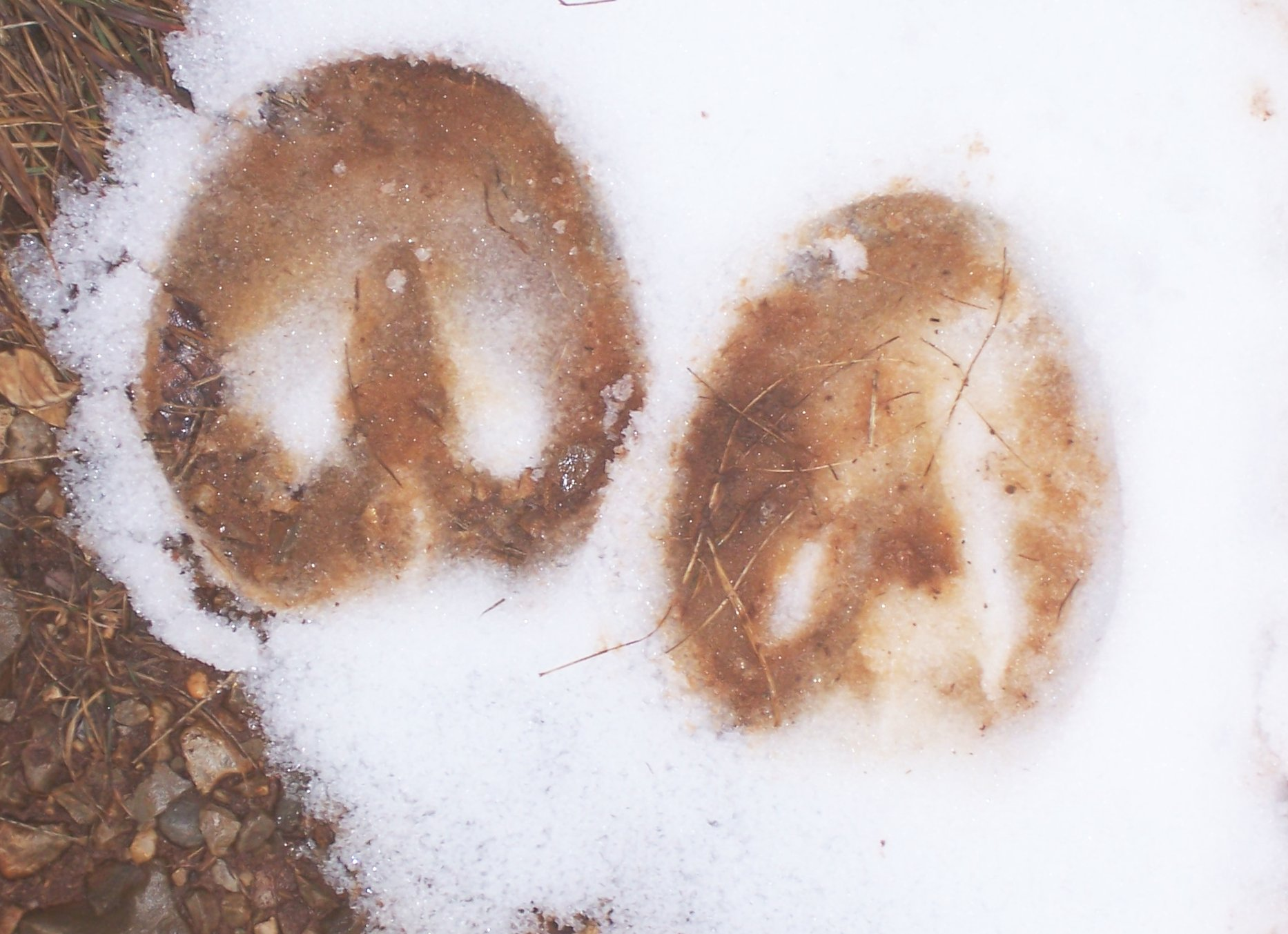
Mezítlábas pata nyomai a hóban. Balra: mellső láb nyoma, jobbra: hátsó láb nyoma; megfigyelhető a lábnyomok eltérő formája, és hogy milyen nagy a földdel való érintkezési felület.

A ló patája egyáltalán nem merev szerkezetű, hanem rugalmas és hajlékony. A sarkak kézzel való összenyomása jól szemlélteti ezt. A terhelés hatására a pata fiziológiailag változtatja a formáját. Ez részben a talp homorú formájából adódik, melynek vastagsága 1-1,5 cm között változik. Ez részben a falak és a talp alsó oldalsó körvonalának íves formája miatt van, így amikor a terheletlen pata érinti a szilárd talaj felszínét, akkor csak a pata hegye (hegyfal oldali hordozószéle) és a sarkak (aktív kontaktus) érnek a talajhoz. A megterhelt pata esetében annak sokkal nagyobb területű része érintkezik a földdel (passzív kontaktus), ilyenkor a fal teljes alsó éle, a talp nagy része, a saroktámasztók és a nyír is a talajhoz ér. Az aktív kontaktus területeit enyhén kiálló foltokként láthatjuk a falakon és a talpi kérgen.
A megterhelt pata formájának változása összetett. A talpi ív laposodik, a talp mélységében kevésbé konkávvá válik, és a sarkak eltávolodnak egymástól. A pata átmérője növekszik a kitágult elrendezésnek megfelelően, és a patacsont (P3) kismértékben lejjebb süllyed a szarutokban. Van néhány újabb bizonyíték arra, hogy ebben a fázisban nyomáscsökkenés lép fel, és a vér nagyrészt a fal irhájában gyűlik össze (diasztolés fázis). Amikor a láb terhelése megszűnik, az visszatér az ’összehúzódott’ állapotába, a nyomás megnő, és a vér kipréselődik ('szisztolés fázis'). Létezik egy másodlagos pumpáló hatás is, ami a láb felemelése és hajlítása során jelentkezik.
A pata mechanizmus biztosítja a hatékony vérkeringést a patában, és segíti az általános vérkeringést.

## A pata változása az időben
A patát képlékeny szerkezetűnek kell tekinteni, melynek nagyon összetett változása rövid távon (napok, hetek), középtávon (a ló élettartama alatt) és hosszú távon (a ló fejlődéstörténete alatt) is vizsgálandó.

### A pata rövidtávú változásai
A kültakaró egyéb elszarusodott rétegeihez, illetve bármely emlős körömhöz hasonlóan, a szarutokot is a felhám, a bőr külső élő rétege hozza létre. Mikroszkopikus nézőpontból a felhám az egy többrétegű, specializálódott, szarusodó fedőhám. Ez a réteg fedi az irhát, és attól az alaphártya (membrana basalis) választja el. Nincsenek benne erek, és élő sejtjei az oxigént és a tápanyagot az egyes sejtek közötti mikroszkopikus terekben zajló folyadékcsere és molekuláris diffúzió réven nyerik az irharétegből. Az anyagcsere termékei pedig ennek a folyamatnak a fordítottja révén távoznak a sejtekből.
A felhám növekedése mitotikus aktivitás által történik annak legmélyebb rétegében az osztódó rétegben, vagy más néven az alapi sejtek rétegében (stratum basale), a sejtek lassú kifelé vándorlása és kifejlődése mellett. Miközben a sejtek a felszínhez közelítenek, speciális proteinek gyűlnek fel azok citoplazmájában, majd a sejtek elhalnak és mikroszkopikus szilárdan kapcsolódó rétegekké ’száradnak’, melyek fő alkotóeleme a keratin. Az így keletkező elhalt felületes rétegnek védő funkciója van, a mélyebben elhelyezkedő élő szöveteket óvja a sérülésektől, a kiszáradástól és a gombák és baktériumok támadásától. A szaruréteg állandó vastagságát rendesen a külső felület hámlása biztosítja. Amikor egy specializálódott elszarusodott képletnek van egy bizonyos keménysége, mint a köröm vagy a haj esetében, akkor az elszarusodott rész nagyon kismértékben vagy egyáltalán nem kopik, hanem lassan távolodik az eredeti helyzetétől.
Így van ez a patánál az elszarusodott fal, talp, nyír és szegélyszaru esetében is. A fal egyáltalán nem hámlik, folyamatosan nő lefelé (körülbelül havonta 1 centimétert), és hosszát a talajjal való érintkezése miatti kopás és töredezés szabályozza a vad és az elvadult lovak esetében. A talp, a nyír és a szegélyszaru kifelé nő és felületén hámlik a földdel való kapcsolat és az elhasználódás következtében. Háziasított lovak esetében a mozgás mennyisége és a föld keménysége elégtelen az önszabályozáshoz, náluk az embernek kell a patát gondozni a falak és a nyír faragásával, és a talp elhalt részeinek lekaparásával.

### A pata középtávú változásai
Az első és hátsó lábak egyformák a fiatal csikók esetében, de láthatóan különböznek a felnőtt lovaknál. Ez egy jó példa az egész pata használati módjától függő formálhatóságára. A pata alakjában lassú változások következnek be a ló mozgás formáinak következetes megváltozása illetve az esetlegesen fellépő kóros állapotok széles köre esetében. Ezeket fel lehet fogni úgy is, mint komplex adaptív rendszert, amely gyakori sajátsága az élőlényeknek és élő struktúráknak.
A paták önszabályozó képessége leginkább a vadlovak esetében mutatkozik meg, de a háziasított lovaknál is megfigyelhető, csak kisebb mértékben. Például a musztángok, és egyéb elvadult lovak tökéletesen egészséges patával rendelkeznek a környezeti feltételek széles változatossága mellett is.

### A pata hosszú távú változásai

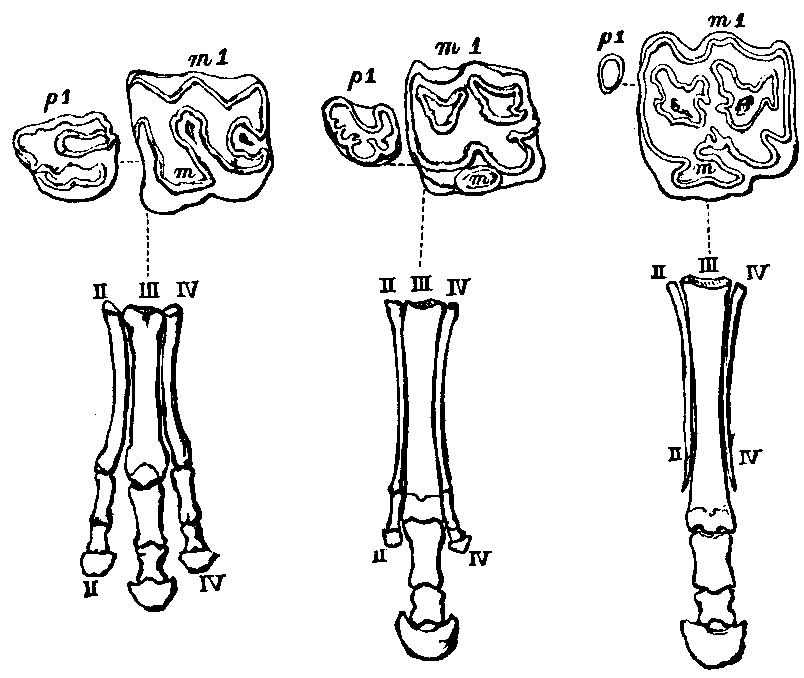
A ló lábának fejlődése
Balról jobbra: Mesohippus, Merichippus, Pliohippus

A lovak patája ötvenmillió éves fejlődés eredményeként alakult ki. A vad és a háziasított lófajták patájának a formája és működése nagyon sok hasonlóságot mutat. A mai lovak pataszerkezete az ötujjú végtag I-es, II-es, IV-es és V-ös ujjának az evolúció során végbement fokozatos elvesztése révén alakult ki. Ennek során változtak a csontok, az ízületek és a szarutok. A kialakult lábszerkezet lehetővé teszi a súlyos, erős test számára a nagy sebességű mozgást bármilyen talajon, de leghatékonyabban a kemény felszínű, nyílt területeken, mint például az alföldi síkságokon, a prériken vagy sivatagokban.

## Fordítás
- Ez a szócikk részben vagy egészben  a   Horse hoof című angol Wikipédia-szócikk ezen változatának fordításán alapul.  Az eredeti cikk szerkesztőit annak laptörténete sorolja fel. Ez a jelzés csupán a megfogalmazás eredetét és a szerzői jogokat jelzi, nem szolgál a cikkben szereplő információk forrásmegjelöléseként.